# جيليان ديمبسي
جيليان ديمبسي (بالإنجليزية: Jillian Dempsey)‏ هي لاعبة هوكي الجليد أمريكية، ولدت في 19 يناير 1991 في وينثروب ‏ في الولايات المتحدة.

## وصلات خارجية
- جيليان ديمبسي على موقع EliteProspects.com (الإنجليزية)
- جيليان ديمبسي على موقع HockeyDB.com (الإنجليزية)